# ماركوس فينيشيوس غوميز دي ليما
ماركوس فينيشيوس غوميز دي ليما الشهير باسم ديمبا (22 ديسمبر 1992) لاعب كرة قدم برازيلي يلعب حاليا لصالح نادي الدرجة الأولى النجمة البحريني في مركز المهاجم من 2016.

## الإنجازات

### سانتوس
- بطولة باوليستا: 2011، 2012

## روابط خارجية
- ماركوس فينيشيوس غوميز دي ليما على موقع قاعدة بيانات كرة القدم.إي يو (الإنجليزية)
- ماركوس فينيشيوس غوميز دي ليما على موقع Soccerway.com (الإنجليزية)